# Whangaruru Harbour
Whangaruru Harbour ist ein Naturhafen in der Region Northland auf der Nordinsel von Neuseeland.

## Geographie
Der Whangaruru Harbour befindet sich rund 40 km nördlich von Whangārei an der Ostküste der Northland Peninsula. Der Naturhafen besitzt eine Länge von rund 8,2 km und misst an seiner breitesten Stelle rund 2,3 km. Über den rund 1280 m breiten Hafeneingang geht der Naturhafen im Süden übergangslos in die Whangaruru Bay über und mündet nach Südosten hin in den Pazifischen Ozean. Die zum Teil zerklüftete Küstenlinie des Naturhafens besitzt im südlichen Teil einige mit Sandstrände versehene Buchten und im nördlichen Teil zahlreiche zum Teil verlandete Meeresarme. Die gesamte Küstenlinie hat eine Länge von rund 32 km.
Zu erreichen ist der Whangaruru Harbour über die Russell Road, die bei Whakapara vom New Zealand State Highway 1 nach Nordosten hin abzweigt.

## Geschichte
Die Gegend um den Naturhafen war und ist Siedlungsgebiet des Māori-Stammes der Ngāti Wai. 1820 kamen die Missionare Samuel Marsden und John Butler nach Whangaruru, dass im oberen Bereich des Naturhafens liegt und hatten erste Kontakte mit dem Māori-Chief Te Morenga. Später folgte der Missionar Charles Baker, der im Juli 1842 die ersten Māori zum christlichen Glauben bekehrte.
Zum Ende des 19. Jahrhunderts lebten rund 2000 Māori beidseits des Hafengebietes und nur wenige Europäer ließen sich bis zum Ende der 1870er Jahre an den Küsten nieder.
Aus archäologischer Sicht ist das Gebiet um den Whangaruru Harbour interessant, da 63 historische Orte um den Naturhafen herum ausgemacht werden konnten.